# Matrimonio igualitario en Israel

Situación de la adopción homoparental en Oriente Medio.
Legal
Adopción ilegal
Homosexualidad ilegal

El matrimonio igualitario en Israel realizado fuera del Estado israelí es legalmente reconocido, pero una boda homosexual no puede legalmente llevarse a cabo dentro de su territorio, ya que solo las autoridades religiosas pueden oficiar matrimonios, y ninguna permite el matrimonio a las parejas del mismo sexo.
Todos los matrimonios extranjeros, se reconocen en Israel, esto quiere decir que los matrimonios entre personas del mismo sexo solo están reconocidos para parejas que ya se hayan casado en un Estado que también lo reconoce.
Además, como todas las parejas del sexo opuesto no casadas, las parejas del mismo sexo en Israel, desde 1994 pueden acceder a casi todos los derechos del matrimonio, gracias a la ampliación de la ley de unión civil (Common-law marriage). En 1997 se reconoció el derecho a la pensión y en 2000 el gobierno aseguró el mismo trato para las parejas del mismo sexo en cuestiones de inmigración.

## Matrimonio en Israel
El matrimonio en Israel es casi exclusivamente religioso. El matrimonio civil solamente se aplica excepcionalmente, por lo que las parejas que no quieren contraer matrimonio a través de la religión deben hacerlo en el extranjero, (o más comúnmente en embajadas y consulados). La autoridad religiosa que regula los matrimonios judíos es el Gran Rabinato de Israel y existen autoridades paralelas para las comunidades cristianas, musulmanas y drusas, con un total de 15 tribunales religiosos. Estos regulan todos los matrimonios y divorcios de sus propias comunidades. En la actualidad todos ellos se oponen a los matrimonios entre personas del mismo sexo, pero si los puntos de vista de alguna de estas comunidades llegaran a cambiar, sería legal para los miembros de esa comunidad religiosa unirse en matrimonios entre personas del mismo sexo dentro de Israel.
En el marco legal existente, por lo tanto, las únicas posibilidades de acceder al matrimonio por parte de parejas del mismo sexo en territorio israelí, puede provenir de la aceptación de éste por alguna de las organizaciones religiosas que regulan el matrimonio, o por la introducción del matrimonio civil.
En febrero de 2009, Nitzan Horowitz presentó a la Knesset un proyecto de ley para permitir el matrimonio entre personas del mismo sexo, que no fue aprobado.

## Reconocimiento de los matrimonios extranjeros
El 21 de noviembre de 2006, la Corte Suprema de Israel ordenó al Ministerio del Interior de Israel que reconociera los matrimonios de cinco parejas de hombres israelíes casados en Canadá. El fallo tuvo el apoyo de seis de los siete magistrados encargados de tomar la decisión. Posteriormente, en 2008, se reconoció la adopción conjunta (anteriormente ya estaba permitida la adopción de los hijos/as del cónyuge).
Las parejas del mismo sexo en Israel ya gozaban de la mayor parte de los derechos de las parejas casadas y no casadas del sexo opuesto; la decisión permite a las parejas del mismo sexo casadas los mismos beneficios fiscales que a las parejas de sexo opuesto, así como el derecho legal de adoptar niños. El diputado Moshe Gafni, dijo que consideraría la posibilidad de presentar un proyecto de ley a la Knesset para intentar revertir el fallo del tribunal.
Se han realizado ceremonias de boda entre parejas del mismo sexo, sin trascendencia jurídica que, junto con los matrimonios extranjeros reconocidos legalmente, permiten a ambas ceremonias el reconocimiento legal en Israel, a condición de que los certificados de matrimonio provengan de un país extranjero. Las primeras bodas municipales no oficiales tuvieron lugar en agosto de 2009, tras la Marcha del Orgullo de Tel Aviv, en la que el alcalde Ron Huldai casó a cinco parejas.

## Apoyo en el parlamento y el gobierno

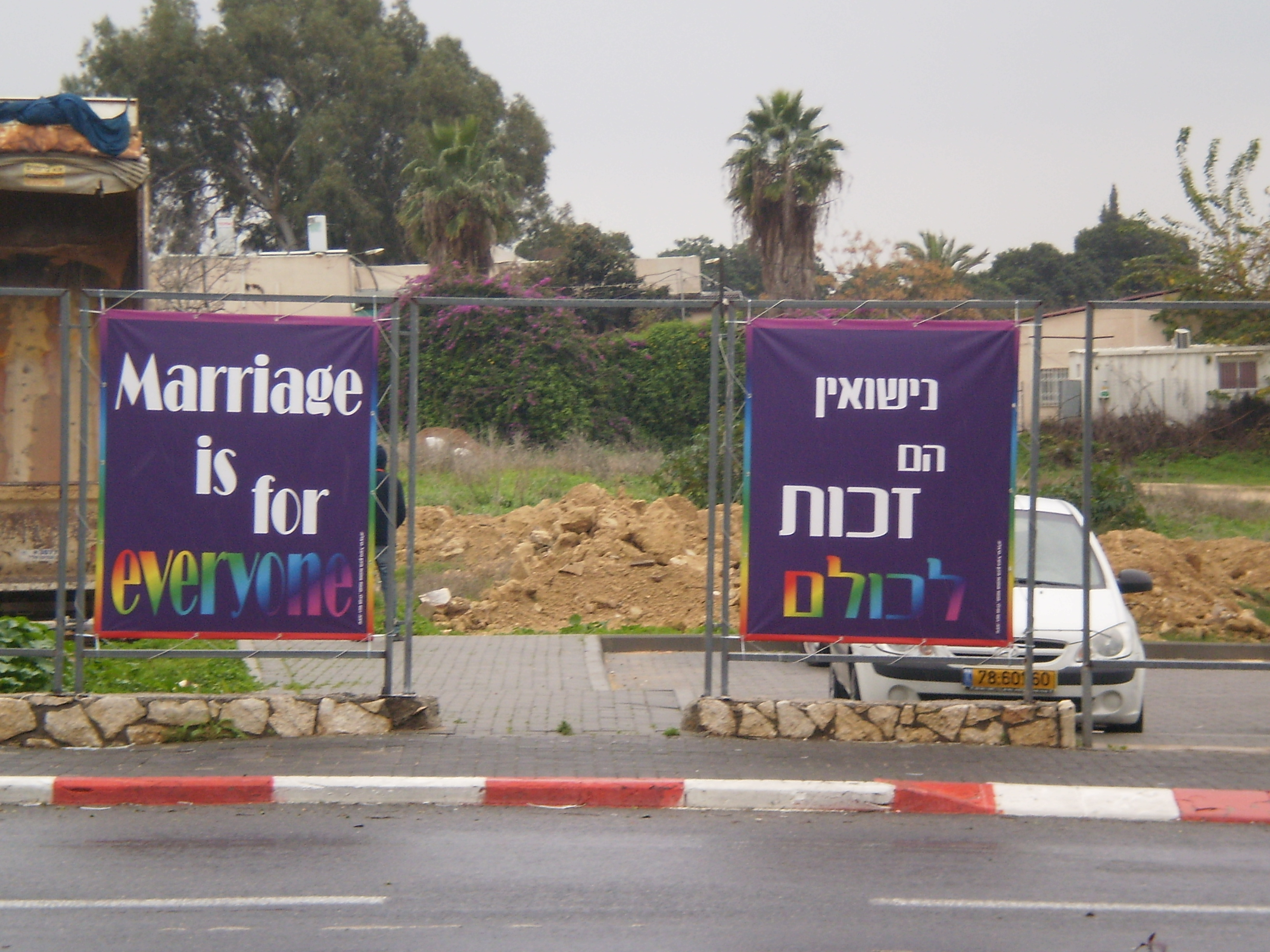
Pancartas apoyando el matrimonio igualitario.

Los siguientes partidos políticos en el parlamento israelí apoyan el matrimonio entre personas del mismo sexo: Yesh Atid, Partido Laborista Israelí, Hatnuah, Meretz y Jadash.
El matrimonio entre personas del mismo sexo está apoyado por miembros del gobierno y del parlamento israelí, incluyendo el Presidente Shimon Peres, el Vice primer ministro de Israel, Moshe Ya'alon del gobernante partido - El Likud, La líder de la oposición y presidenta del Partido Laborista Israelí, Shelly Yachimovich, y muchos otros ministros y miembros del parlamento de la coalición y de la oposición.
Después de las elecciones legislativas de Israel de 2013, dos partidos que apoyan el matrimonio entre personas del mismo sexo entraron a la coalición gobernante: Yesh Atid y Hatnuah. En junio de 2013, miembros del parlamento de Hatnuah, apoyados por la líder de su partido, la ministra de la justicia, Tzipi Livni, presentaron un proyecto de ley para legalizar el matrimonio civil en Israel para parejas homosexuales y heterosexuales.En octubre de 2013, miembros del parlamento de Yesh Atid, apoyados por el líder de su partido, el ministro de finanzas, Yair Lapid, presentaron un proyecto de ley similar.

## Opinión pública
Según un sondeo de opinión publicado en ha'aretz en 2009, el 61% de los israelíes apoya matrimonio entre personas del mismo sexo. Además, el 60% de los israelíes apoya la adopción por parte de las parejas del mismo sexo, mientras un 34% se opone.